# 塹壕足
塹壕足（ざんごうあし、英: Trench foot）は、寒冷、湿潤、不潔な環境に足が長時間さらされることで引き起こされる症状。これは様々な浸水足の一類型である。名前に塹壕という語が使われているのは、主に第一次世界大戦を想起させる塹壕に由来する。

## 徴候と症状
この症状に侵された足は、血液供給低下の結果として、青白く湿り、腫れて冷たくなる。温めると赤くなって触れると痛みを感じる。足に過剰な発汗が見られることもある。皮膚は温度変化や接触に過敏となり、その状態が数週間続く。壊死の初期状態が始まった場合は腐敗臭を放ち始めることもある。症状が進むとしばしば水疱や創傷を伴い、破傷風などの菌類による感染へつながる。これは熱帯性潰瘍と呼ばれることもある。治療せずに放置するとたいてい壊疽となり、時には切断しなくてはならなくなる。適切に治療されたならば完治するのが普通だが、再発時には短期間の強い痛みを伴うことが特徴である。この障害は稀に手に生じることもある。

## 原因
一般的な凍傷とは異なり、塹壕足は凍結するような低温がなくとも起こる。塹壕足は16°C以下の環境に少なくとも13時間以上晒されることで起こり得る。そうした環境に晒されることで毛細血管の機能低下と壊死が起こり、周囲の組織の病変につながる。過度の発汗（多汗症）は塹壕足の一因と長らく見做されてきている。非衛生的、寒冷、湿潤な状態もやはり原因になり得る。

## 予防
塹壕足は足を清潔で、温かく、乾燥した状態に保つことで防げる。血流を妨げるニコチンを避けることも予防に役立つ。また第一次世界大戦において、足の状態を定期的に点検することも重要な予防法だと分かった。その際、兵士は二人一組になり、それぞれ相手の足の状態をチェックし、塹壕足を防ぐため普通は鯨油を塗った。

## 治療
塹壕足の治療で主軸となるのは、壊疽と同様、外科的なデブリードマンであり、しばしば切断に至ることもある。氷点下以下でかかる凍結外傷とは異なり、足を温熱水に浸けてはならない。感染症予防のため、抗菌剤が投与されることもある。また皮膚の過敏性を緩和するため、アミトリプチリンが投与されることもある。患者自身での処置としては、一日に2回ないし3回靴下を替え、タルカムパウダーをたっぷり使うというものがある。可能な時はいつでも靴と靴下を脱ぐべきであり、5分間かけて足を洗い、軽く叩いて乾かし、タルカムパウダーを塗り、空気によく晒されるよう足を持ち上げる。

## 歴史
塹壕足は1812年のナポレオン軍の記録で初めて現れる。それはロシアからの退却中に蔓延し、仏軍の外科医ドミニーク・ジャン・ラレーが最初に書き記した。第一次世界大戦で冬季に塹壕戦を戦った兵士たちもこれに悩まされ、塹壕足の名が付いた。
塹壕足は1982年のフォークランド紛争でもイギリス軍で問題になった。1998年、2007年のグラストンベリー・フェスティバル、2009年、2013年のレディング・フェスティバル、2012年、2016年、2019年のダウンロード・フェスティバルでも、イベント中に寒く湿った泥だらけの状態が長く続いた結果、塹壕足になった人がいくらか出たと報告されている。